# Baia di Penzance
La baia di Penzance è una baia del Tennyson Inlet, ramo occidentale del Pelorus Sound, fiordo che si apre lungo la costa occidentale dell'Isola del Sud della Nuova Zelanda. La baia è frequentata da turisti attratti dalla possibilità di una piacevole nuotata.

## Flora
La baia è circondata da foresta vergine, in gran parte abitata da esemplari di faggi australi e di conifere. Nella stagione estiva non è raro imbattersi in orchidee della specie Pterostylis banksii.

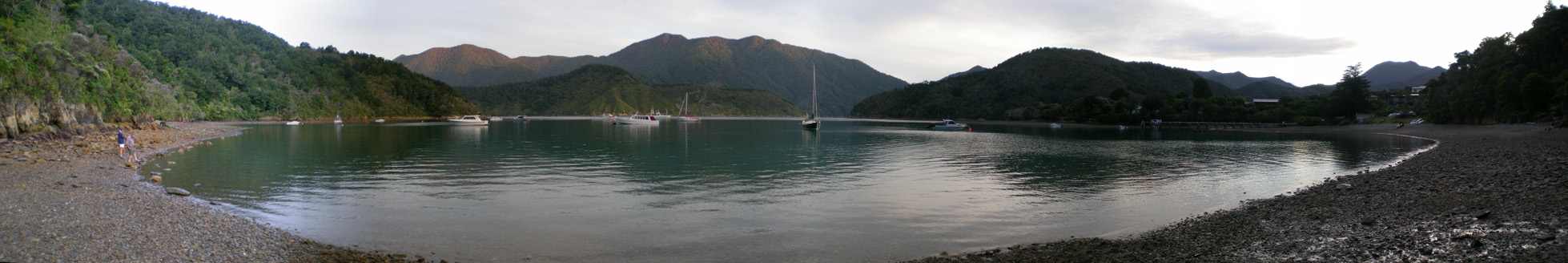
Panorama della baia